# Radio Club Tenerife
Radio Club Tenerife es la emisora decana del Archipiélago Canario. Comenzó sus emisiones el 13 de mayo de 1934. Según el Estudio General de Medios (EGM), es la radio más escuchada de Tenerife y de Canarias. En diciembre de 2014, anotó en esta medición un total de 136.000 oyentes en la provincia de Santa Cruz de Tenerife.
Emite a través de los diales 101.1, 91.1, 95.9, 106.3, 103.0 y 99.8 de Frecuencia Modulada (FM) y 1179 de Onda Media (OM). También ofrece la opción de seguir su programación íntegra a través de internet en el portal cadenaser.com.

## Historia
Su fundador y primer director fue Manuel Ramos Vela, que estuvo al frente de la emisora 25 años. Le sucedió en el cargo su hijo Manuel Ramos Molina.
Radio Club Tenerife nace en 1934 como radio empresarial, pero en realidad la sociedad que lleva el mismo nombre veía la luz en 1929 de la mano de entusiastas y aficionados liderados por el técnico alemán Meinke, quien construyó e instaló la emisora en La Cuesta, la calle Salamanca y, posteriormente, en la calle Álvarez de Lugo, donde permanecerían los locutorios durante tres décadas. A continuación, la emisora se mudó a la mítica sede de la Avenida de Anaga, en Santa Cruz. Hoy, sus estudios están en la Plaza Santa Cruz de la Sierra (antigua sede del periódico La Opinión).

## Programación
Radio Club emite la programación de la Cadena SER, pero además cuenta con varios programas propios y de gran audiencia: 'Hoy por Hoy La Portada' con Juan Carlos Castañeda; 'Hoy por Hoy Tajaraste' con Puchi Méndez; y 'Radio Club Deportivo', con Manoj Daswani.
Además, de los fines de semana se ocupa Zenaido Hernández con 'A vivir Canarias'. 
Las transmisiones deportivas copan gran parte de la programación de Radio Club, que emite todos los partidos del Club Deportivo Tenerife con la narración de Juan Carlos Castañeda, Manoj Daswani, Óscar Herrera, Alejandro Skale y un amplio equipo de colaboradores y comentaristas. También se ofrecen los encuentros del Iberostar Tenerife de baloncesto.
Con mucha frecuencia, los programas de Radio Club Tenerife salen a la calle y se emiten fuera de los estudios.

## Voces
Informativos
- Héctor Palmero
- Éric Pestano
- Ana Martínez

Deportes
- Manoj Daswani[4]
- Alejandro Skale
- Óscar Herrera

Presentadores de programas y magazines
- Miguel Ángel Rodríguez Villar
- Juan Carlos Castañeda
- Puchi Méndez
- Zenaido Hernández

## Todos sus directores
Manuel Ramos Vela, Manuel Ramos Molina (Somar), Álvaro Martín Díaz (Almadi), Félix Álvaro Acuña, Arturo Navarro Grau, Juan Rolo, Francisco Padrón, José Carlos Herrero, Juan Carlos González Xuáncar, María José Pérez Caldeiro y Lourdes Santana.

## Teides de Oro
La emisora líder y decana de Canarias celebra anualmente la gala de entrega de los premios Teides de Oro, que se entregan a personalidades e instituciones de las que los canarios se sienten orgullosos. La ceremonia tiene lugar a finales de cada año, casi siempre en el mes de diciembre. Los premiados en 2015 fueron el Instituto Astrofísico de Canarias, el Real Casino de Santa Cruz de Tenerife y, a título póstumo, Pedro Zerolo. En 2016, los galardones fueron para los diseñadores canarios Marco&María, la Unidad de Oncología Infantil del Hospital Universitario Nuestra Señora de la Candelaria y para Jaime Azpilicueta.
En 2017, los distinguidos fueron el actor Juan Carlos Fresnadillo, el Colegio Montessori y la empresa Fred.Olsen.
En 2018 fueron premiados el actor Álex García, el equipo de fútbol UD Granadilla Egatesa y el Orfeón La Paz.